# Jed Steer
Jed John Steer (Norwich, Anglia, 1992. szeptember 23. –) angol labdarúgó, az Aston Villa játékosa.

## Pályafutása

### Norwich City
Steer 2003-ban, kilencéves korában kezdett el a Norwich City ifiakadémiáján edzeni. A csapat szakemberei hamar felfigyeltek rá kapusként nyújtott teljesítménye miatt és rövidesen meg is kapta első ifiszerződését. Első profi kontraktusát 17. születésnapján, 2009. szeptember 23-án írta alá. A 2009/10-es szezonban került be először a felnőtt csapat keretébe, amikor egy Carlisle United elleni FA Kupa-meccsen leülhetett a kispadra. A 2010/11-es FA Youth Cup során remekül teljesített, a harmadik fordulóban egy büntetőt is kivédett a Charlton Athletic ellen, ezzel 1-0-s győzelemhez segítve csapatát. "Könnyen lehet, hogy Jed Anglia legjobb 18 év alatti kapusa. Minden edző ilyen kapusról álmodik, nem ijedt meg a kihívástól és nagyszerűen védett." - nyilatkozta róla edzője, Ricky Martin az emlékezetes meccs után.
2011 júliusában a Yeovil Town bejelentette, hogy három hónapra kölcsönvette Steert a Norwich-tól. Első felnőtt bajnokiját a League One 2011/12-es szezonjának nyitófordulójában játszotta, a Brentford ellen. Csapata 2-0-s vereséget szenvedett. Október 13-án egy combsérülést követően visszatért a Norwich Cityhez. A City felnőtt csapatában 2012. január 28-án debütált, egy West Bromwich Albion ellen 2-1-re megnyert FA Kupa-meccsen. A Cambridge United 2012. november 9-én egy hónapra kölcsönvette.

### Aston Villa
2013. június 26-án az Aston Villa bejelentette, hogy ingyen leigazolja Steert, amint július 1-jén lejár a szerződése a Norwich-csal. Az átigazolás után Steer a 13-as számú mezt kapta meg, melyet korábban Shay Given viselt és egyúttal a második számú kapus posztját is átvette a veterán írtől. A Villa első számú hálóőre, Brad Guzan így nyilatkozott róla: "Jed remek srác. Rendkívül fiatal, de ez a tudásán nem mutatkozik meg." A Ligakupában, Rotherham United ellen mutatkozott be, ahol nem kapott gólt és csapata 3-0-ra győzött.

## Válogatott
Steer 2007 októberében mutatkozott be az angol U16-os válogatottban. Sikeres időszakot töltött a csapatnál, a Sky Sport Victory Shieldet és a Montaigu Tournamentet is megnyerte, utóbbi sorozatban egy büntetőt is kivédett, mely győzelmet eredményezett.
2008 augusztusában, 15 évesen behívót kapott az U17-es válogatottba, az Olaszország, Portugália és Izrael elleni barátságos meccsekre. Végül 2008 októberében, Örményország ellen debütált.
2010 októberében, Ciprus ellen Steer az U19-es válogatottban is bemutatkozott. A találkozón végig megőrizte csapata kapuját a góltól, többek között egy tizenegyest is kivédve.

## Külső hivatkozások
- Jed Steer pályafutásának statisztikái a Soccerbase oldalon (angolul)

- Statisztikái a Sky Sports honlapján
- Válogatottbeli statisztikái az FA honlapján Archiválva 2013. március 3-i dátummal a Wayback Machine-ben
- Adatlapja az Aston Villa honlapján